# Тунемер
 Тунемер  — опустевшая деревня в Шарангском районе Нижегородской области в составе  Щенниковского сельсовета .

## География
Расположена на расстоянии примерно 14 км на север-северо-восток от районного центра поселка Шаранга.

## История
Известна была с 1873 года как починок Тунешер или Вятский, где было дворов 7 и жителей 65, в 1905 27 и 157, в 1926 (Тунемер-Тунемыр или Вятский) 42 и 211, в 1950 44 и 149. Настоящее название утвердилось с 1950 года.

## Население
Постоянное население составляло 1 человек (мари 100%) в 2002 году, 0 в 2010.